# T.J. Lang
Thomas John Lang , Jr., detto T.J. (Ferndale, 20 settembre 1987), è un ex giocatore di football americano statunitense che ha militato nel ruolo di guardia nella National Football League (NFL). Fu scelto nel corso del quarto giro (109º assoluto) del Draft NFL 2009 dai Green Bay Packers. Al college ha giocato a football a Eastern Michigan.

## Carriera professionistica

### Green Bay Packers
Lang fu scelto dai Green Bay Packers nel corso del quarto giro del Draft 2009. Nella sua stagione da rookie, Lang giocò in tre differenti posizioni. La sua prima gara come titolare la disputò nel ruolo di sinistro contro i Cleveland Browns al posto dell'infortunato Chad Clifton, a cui seguirono altre tre gare come titolare. Lang divenne il primo rookie dei Packers a giocare più di una gara consecutivamente come tackle sinistro dallo stesso Clifton nel 2000.
Prima della stagione 2010 saltò le attività atletiche e il minicamp organizzati dalla squadra a causa di un'operazione chirurgica al polso. Nel corso della stagione giocò sia come guardia che come tackle, oltre ad apparire in difesa in situazioni di emergenza. A fine stagione vinse il suo primo titolo NFL quando i Packers sconfissero i Pittsburgh Steelers nel corso del Super Bowl XLV.
Nella stagione 2011, Lang giocò per la prima volta come titolare tutte le 16 gare stagionali. I Packers terminarono col miglior record della lega, 15-1, ma furono eliminati anzitempo nei playoff dai New York Giants.
Il 14 agosto 2012, Lang firmò un'estensione contrattuale per rimanere nel Wisconsin altre quattro stagioni. Nel 2016 fu convocato per il primo Pro Bowl in carriera.

### Detroit Lions
Il 12 marzo 2017, Lang firmò un contratto triennale con i Detroit Lions.

## Palmarès

### Franchigia
- Super Bowl : 1

Green Bay Packers: Super Bowl XLV
- National Football Conference Championship: 1

Green Bay Packers: 2010

### Individuale
- Convocazioni al Pro Bowl: 2

2016, 2017